# 唐麦·顿珠次仁
唐麦·顿珠次仁（藏語：ཐང་སྨད་པ་དོན་གྲུབ་ཚེ་རིང，威利转写：thang smad pa don grub tshe ring，？—？），藏族，西藏第一代藏族水电专家。中国水利学会名誉理事。

## 生平
顿珠次仁是最后一个受十三世达赖派遣的留学生。1920年代，在锡金首都甘托克英国人办的一所中学学习。1931年从印度大吉岭英国人办的一所大学毕业后，回到西藏。1933年，又被十三世达赖派到印度，留学加尔各答电力学院。当时在该电力学院学习的西藏人仅他一人。一到当地，他便因水土不服而生病。后来经过几年学习，对电力学科具备了一定专业知识。
1945年，强俄巴·仁增多吉逝世。噶厦命顿珠次仁接管夺底电厂。夺底电厂的主机是19世纪产品，长期运转后磨损，仅能发出四分之三电力。而且该电厂材料不足，工人技术差。但噶厦官员不经调查，便指责顿珠次仁等人工作不力。1945年11月，因妻子重病，顿珠次仁向噶厦请准送妻子到印度加尔各答治病，这才离开夺底电厂。
1946年5月顿珠次仁返回拉萨后，因为噶厦财政开支逐年升高，便让邦达旺青用印钞机赶印纸币，夺底电厂发电机磨损严重而报废停用。事先顿珠次仁曾向噶厦的厂管说：“电机由于长期运转失修，现在已达到无法修理的地步，就像断气之人，服药也是不能起死回生的。如能重新建一座新厂就好了。”厂管堪仲大喇嘛土丹罗桑却指责顿珠次仁，并让乃仲·土丹列门将顿珠次仁召至“雪噶”（噶厦的传达室）斥责：“电机停止发电，就是你失职！”顿珠次仁不得不多次到“雪噶”申辨。此事后来直到1951年西藏和平解放，顿珠次仁才彻底解脱。
当时顿珠次仁向扎萨擦绒·达桑占堆、堪仲大喇嘛土丹罗桑、孜本夏格巴·旺秋德丹申请尽快建新电站，扎萨擦绒答应考虑。后来擦绒通知，由其子、四品官擦绒·顿多朗吉和英国驻拉萨商务机构处电务员普萨同顿珠次仁一起查看新电厂地址。另外还有两个德国人阿雪那塔、海日哈雷。（据说两人是第二次世界大战中被印度人俘获，后从印度哲热章监狱逃出，1944年经尼泊尔到西藏，由噶厦安置在擦绒家，生活由噶厦供应。）据说其中的阿雪那塔是水利专家，所以擦绒也叫阿雪那塔一同前往。他们一行来到纳金山脚，阿雪那塔说：“在纳金山下开一条新渠，将河水引到那里，修建一个发电量为330千瓦的电厂是没有多大问题的。”又说：“可以将以前修的旧渠道加宽。这样，还能往拉萨行船，可以运输，也可引水灌田，有利农业。再将建厂基地扩大一点在纳金的山峡间修建一座桥，工程所需的石料就近采取，不会有多大困难。”擦绒询问如发生洪水对拉萨城区、大昭寺有无危险。阿雪那塔回答：“首先搞好测量，然后筑起坚固的防水坝，就等于给烈马套上笼头，洪水就不会到处泛滥了。在我们德国的很多大河流上都建有电站。”
不久，扎列空向噶厦呈报一份兴建谢德水电厂计划，经批准后，1947年任命四品官擦绒·顿多朗吉、孜仲土旦桑格为管理，命扎的藏军300多人挖渠、建厂房及宿舍。还计划自英国吉埃斯机器厂购买两台120千瓦电机，并重修电厂架到拉萨的电杆、高压线及电表等仪器。请英国驻西藏商务代办处电务员普萨亲自去协商。1954年，该电机才运到印度加尔各答港口，当时电厂管理扎萨桑颇·次旺仁增带四品官擦绒·顿多朗吉、赤仁色·仁增朗加、雪仲松多·布次仁、顿珠次仁（四个人都懂英语）一起去接运电机。1955年到达加尔各答港口清点电机及附件，运到锡金首都甘托克。甘托克至拉萨无公路，靠人力运输，先将轻便材料运到拉萨。启运主机时，突接扎列空来信说：“噶曹（当时的代理噶伦）新卡·居美多吉批示，将电机、材料及运输费用等统交驻噶伦堡商务管理邦达养培和堪穷洛桑坚参保管。交接完毕后即返藏。”他们乃遵电示办交接手续后回西藏。
1952年，中国人民解放军西藏军区派检修员帮顿珠次仁检修了原夺底电厂的那台旧电机。1955年，中央政府在夺底联合兴建新电站。汉族技术工人、藏族土木石工参加建设。新电站电机和设备都是上海制造，计有3台发电量220千瓦的电机及电表、高压线、变压器、水管等。1956年，新的夺底电站建成，解决了罗布林卡、布达拉宫及拉萨各机关和居民的照明问题。
1957年，西藏军区决定开凿纳金山角，用拉萨河水再兴建一座大型水电站。中国人民解放军技术人员、指战员和藏族民工一起建设，从内地运来6台1250千瓦发电机及设备。1960年，纳金电厂正式建成供电。截至1983年，西藏自治区已建成中、小型水电站695座。

## 家庭
- 妻：唐麦·贡觉白姆，桑颇家族之女